# リチャード・メロン・スカイフ
リチャード・メロン・スカイフもしくはリチャード・メロン・スケイフ（Richard Mellon Scaife [skeɪf]、1932年7月3日 - 2014年7月4日）は、アメリカ合衆国の実業家。アメリカ合衆国の保守主義運動に対するスポンサーとして知られ、ピッツバーグ・トリビューン・レビューのオーナー。ニュースマックスの創設にも関わった。
ピッツバーグ出身で、母親がアンドリュー・メロンの姪であったことからメロン財閥の一員につながっている。ピッツバーグ大学卒業直後に父親が死亡したことでその財産を信託する財団の理事に名を連ね、1965年に母親が死ぬと名実ともに財団のトップになった。
1970年にピッツバーグで刊行されていたトリビューン・レビュー紙を買収、同紙を基盤として保守派への支援を始める。リチャード・ニクソン支持をあからさまにしてニクソンの悪口を言った記者を解雇したばかりか、ウォーターゲート事件追及の急先鋒だったワシントン・ポストにも敵対的買収を仕掛けようとしていた。またビル・クリントン政権時代にはアーカンソー州知事時代のスキャンダル暴露に多大な援助をし、後にニュースマックスを創設するクリストファー・ルディもこの時資金援助を受けた一人だった。